# Юрьевка (Симферопольский район)

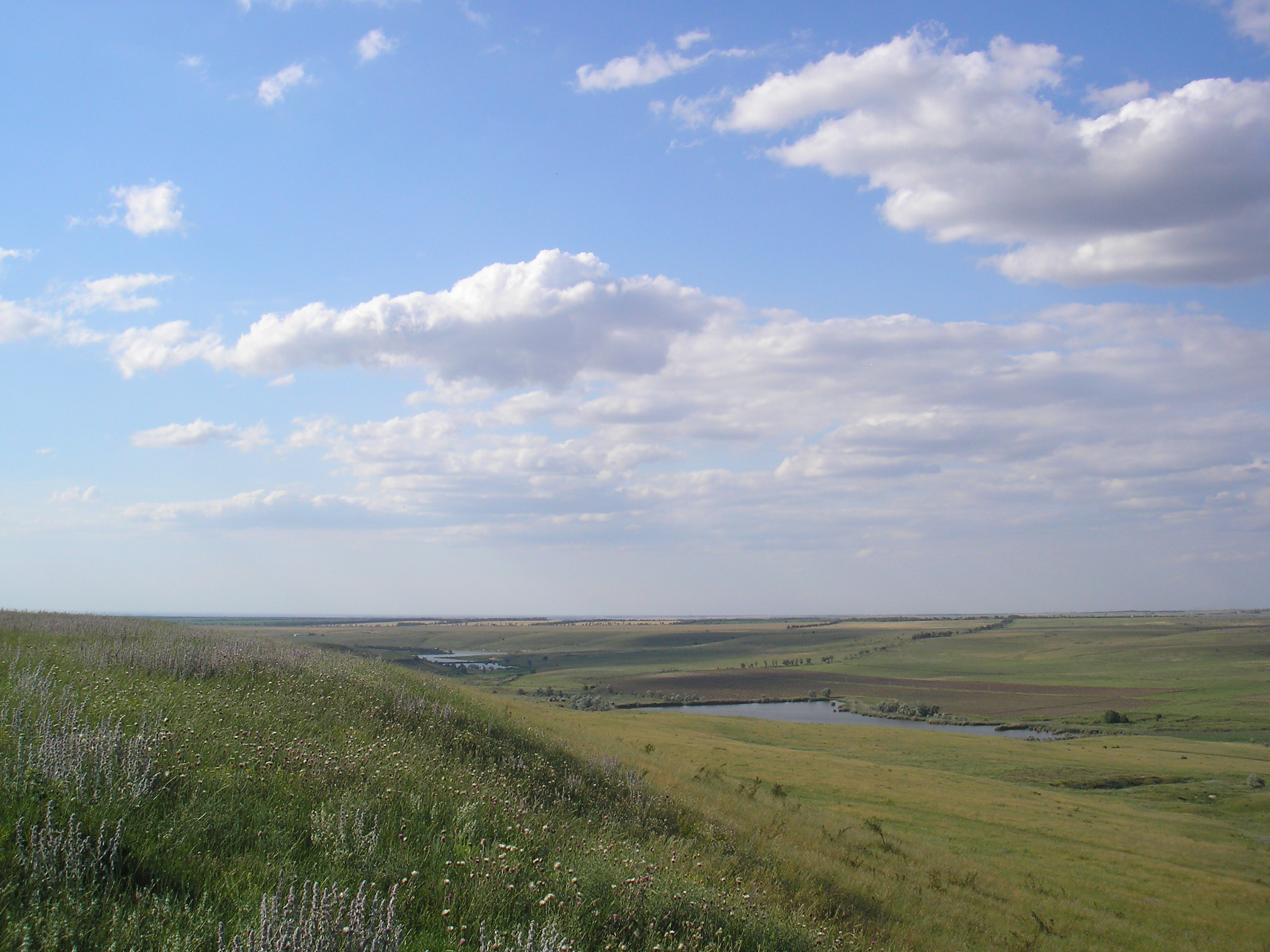
Место бывшего села Юрьевка

Ю́рьевка (до 1948 года Ни́жний Сейманларко́й; укр. Юр'ївка, крымскотат. Aşağı Seymanlarköy, Ашагъы Сейманларкой) — исчезнувшее село в Симферопольском районе Крыма. Располагалось на юго-западе района, в долине реки Западный Булганак в среднем течении, в пределах Внешней гряды Крымских гор, у границы с Бахчисарайским районом, примерно в 2 км к востоку от современного села Демьяновки. Образовано в 1948 году слиянием сёл Нижний Сеймонларкой и Чокур-Эли.

## История
Первое документальное упоминание села встречается в Камеральном Описании Крыма… 1784 года, судя по которому, в последний период Крымского ханства Сеименлер Кесеги входил в Бахчисарайский кадылык Бахчисарайского каймаканства. После присоединения Крыма к России (8) 19 апреля 1783 года, (8) 19 февраля 1784 года, именным указом Екатерины II сенату, на территории бывшего Крымского Ханства была образована Таврическая область и деревня была приписана к Симферопольскому уезду. После Павловских реформ, с 1796 по 1802 год, входила в Акмечетский уезд Новороссийской губернии. По новому административному делению, после создания 8 (20) октября 1802 года Таврической губернии, Сейманларкой был включён в состав Эскиординской волости Симферопольского уезда.
По Ведомости о всех селениях в Симферопольском уезде состоящих с показанием в которой волости сколько числом дворов и душ… от 9 октября 1805 года, в деревне Сейманла числилось 9 дворов и 52 жителя, исключительно крымских татар. На военно-топографической карте генерал-майора Мухина 1817 года обозначен Сеймонлар кой с 13 дворами. После реформы волостного деления 1829 года Сейманлар, согласно «Ведомости о казённых волостях Таврической губернии 1829 г», передали из Эскиординской волости в состав Яшлавской. На карте 1836 года в деревне 15 дворов, а на карте 1842 года Сеймонлар-Кой обозначен условным знаком «малая деревня», то есть, менее 5 дворов.
В 1860-х годах, после земской реформы Александра II, деревню приписали к Сарабузской волости. В «Списке населённых мест Таврической губернии по сведениям 1864 года», составленном по результатам VIII ревизии 1864 года, Сеймонларкой — владельческая татарская деревня с 9 дворами, 54 жителями и мечетью при рекѣ Булганакѣ (на трёхверстовой карте 1865—1876 года в деревне Сеймонлар-кой 10 дворов). В «Памятной книге Таврической губернии 1889 года» по результатам Х ревизии 1887 года записан Сейманлар-Кой с 10 дворами и 57 жителями.
После земской реформы 1890-х годов деревню передали в состав новой Булганакской волости. По «…Памятной книжке Таврической губернии на 1892 год» в деревне Сейманларкой, входившей Эскендерское сельское общество, числился 31 житель в 7 домохозяйствах. На подробной карте 1892 года в деревне 18 дворов с татарским населением. По «…Памятной книжке Таврической губернии на 1902 год» в волости числилась деревня Сейменларкой, без указания числа жителей и домохозяйств. По Статистическому справочнику Таврической губернии. Ч.II-я. Статистический очерк, выпуск шестой Симферопольский уезд, 1915 год, в деревне Сейменларкой Булганакской волости Симферопольского уезда числилось 27 дворов со смешанным населением в количестве 105 человек приписных жителей и 14 — «посторонних», из которых 70 мужчин и 49 женщин. Жители владели 1408 десятинами удобной земли. В хозяйствах имелось 85 лошадей, 10 волов, 50 коров и 1100 голов мелкого скота.
После установления в Крыму Советской власти, по постановлению Крымревкома от 8 января 1921 года была упразднена волостная система и село включили в состав вновь созданного Подгородне-Петровского района Симферопольского уезда, а в 1922 году уезды получили название округов. 11 октября 1923 года, согласно постановлению ВЦИК, в административное деление Крымской АССР были внесены изменения, в результате которых был ликвидирован Подгородне-Петровский район и образован Симферопольский и село включили в его состав. Согласно Списку населённых пунктов Крымской АССР по Всесоюзной переписи 17 декабря 1926 года, в селе Сейманларкой Нижний, в составе упразднённого в 1935 году (в связи с передачей в новый Сакский район) Булганакского сельсовета Симферопольского района, числилось 16 дворов, из них 15 крестьянских, население составляло 72 человека, из них 52 татарина, 2 русских 18 украинцев, действовала татарская школа.
В 1944 году, после освобождения Крыма от фашистов, согласно Постановлению ГКО № 5859 от 11 мая 1944 года, 18 мая крымские татары были депортированы в Среднюю Азию. 12 августа 1944 года было принято постановление № ГОКО-6372с «О переселении колхозников в районы Крыма» и в сентябре 1944 года в район приехали первые новоселы (214 семей) из Винницкой области, а в начале 1950-х годов последовала вторая волна переселенцев из различных областей Украины. С 25 июня 1946 года Нижний Сеймонларкой в составе Крымской области РСФСР. Указом Президиума Верховного Совета РСФСР от 18 мая 1948 года, Нижний Сеймон-Ларкой объединили с селом Чукур-Эли в Юрьевку. 26 апреля 1954 года Крымская область была передана из состава РСФСР в состав УССР. Судя по доступным документам, село упразднено в период с 1960 года, когда село ещё числилось в составе Водновского сельсовета по 1968 год, когда Юрьевка уже значится в списках упразднённых.

## Динамика численности населения
| - 1805 год — 52 чел. - 1864 год — 54 чел. - 1889 год — 57 чел. | - 1892 год — 31 чел. - 1900 год — 0 чел. - 1926 год — 72 чел. |